# 輪作

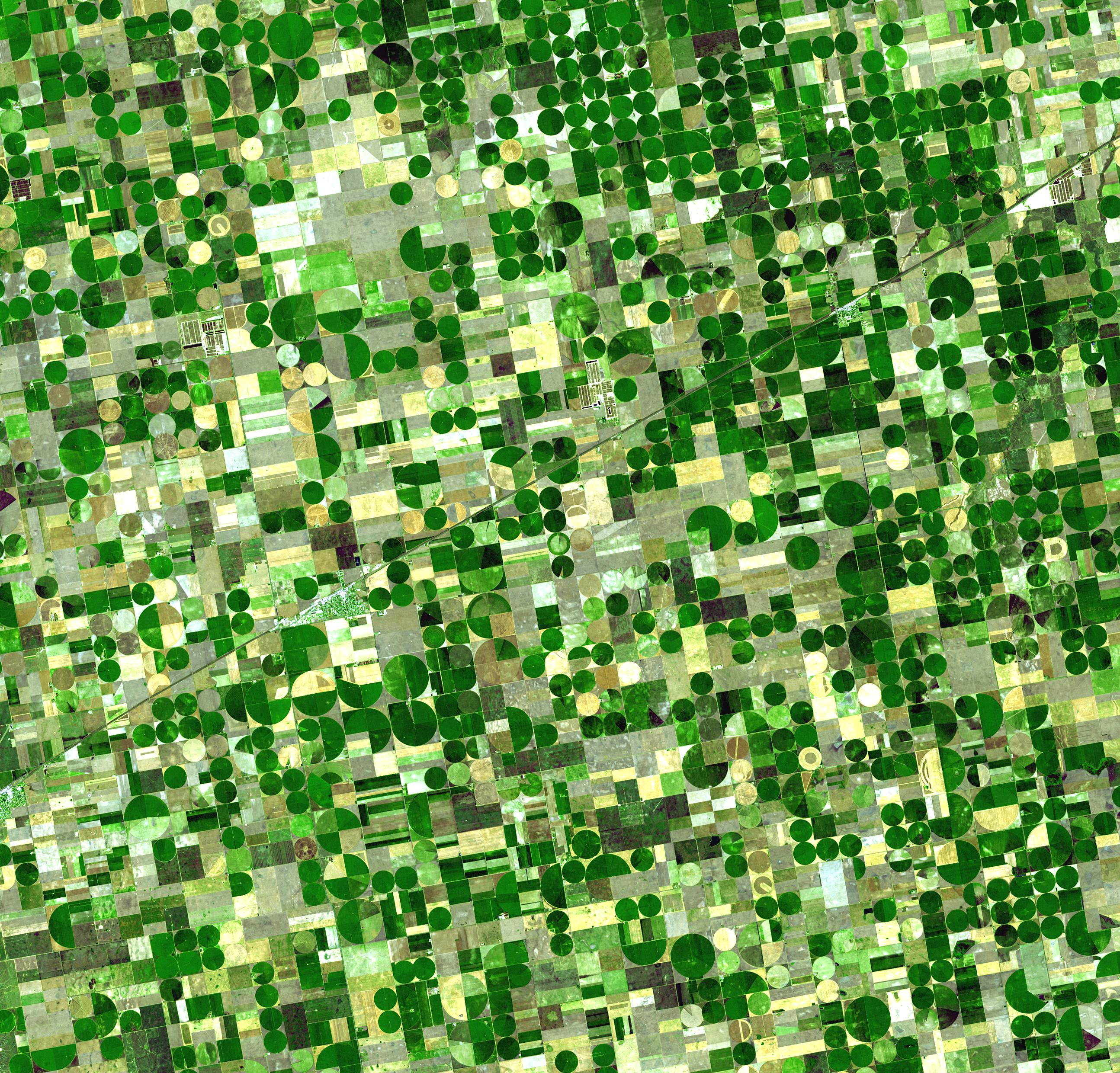
カンザス州の農地を映した衛星写真。トウキビやコムギといった作物が、区画ごとに入れ替えられて栽培されている

輪作（りんさく、Crop rotation）は、農業の手法の1つで、同じ土地に別の性質のいくつかの種類の農作物を何年かに1回のサイクルで作っていく方法。
これに対し、1種類の作物を育て続けるのは単作（たんさく）、同じ畔で同時に複数の作物を育てる方法を混作（こんさく）、畔ごとに交互に違った作物を同時に育てるのを間作（かんさく）という。

## 特徴
単作栽培では単純な環境のため、それに適した虫の密度が著しく増えるので、大面積の単作栽培ほどその作物に頼って暮らす多量の特定害虫を育て上げることになり、しばしば害虫の大発生を招く。
このため混作・間作・輪作などをすれば空間的・時間的に複雑な環境を作れるので、これらに依存する昆虫も多くはなるが、密度の高い特定の大害虫を作り出すことも少なくなる。
また、栽培する作物を周期的に変えることで土壌の養分や微生物のバランスが取れ、収穫量・品質が向上する。これらにより、連作障害も防げる。1サイクルは通常5年ほどだが、10年近い場合もある。

## 歴史
輪作については古代ローマ時代の書物に、アフリカ、アジアの文化として記されている。中世から20世紀までヨーロッパでは、ライ麦、冬の小麦、春のカラスムギ、大麦の3年周期の輪作が行われて来た。4種類の輪作はフランドルで16世紀初期に生まれ、18世紀にイギリスの政治家チャールズ・タウンゼンドによって広められた。4周期輪作はイギリス農業革命に大きな意味をなした。　　

## 例
- 窒素固定能力のある作物(ラッカセイ、ダイズなどマメ科作物)→吸肥力の強い作物(キャベツ、ホウレンソウなど)[3]
- 浅根野菜(キュウリ、メロンなど)→深根野菜(ニンジン、ゴボウなど)[3]
- 単子葉野菜(トウモロコシ、ネギなど)→双子葉野菜(スイカ、トマトなど)[3]

### 具体的な作物の例
- カブ→オオムギ→クローバー→コムギ(1730年代、イギリス、ノーフォーク輪作)[3]
- トウモロコシ→ササゲ→エンバク→ワタ(20世紀初頭、アメリカ)[3]
- トウモロコシ→コムギ→クローバー(20世紀初頭、アメリカ)[3]
- タバコ→コムギ→クローバー(20世紀初頭、アメリカ)[3]
- トウモロコシ→ダイズ(1979年)[3]
- トウモロコシ→ワタ(1979年)[3]

## 無意味な輪作
前述のように輪作は作物の種類を変えることで農地の環境を変えて害虫の増加などを抑制するのが目的のため、例えば虫害防止のためなら変える作物が同一種の昆虫にとって価値の異なった異質なものでないと、輪作の意義がない。

悪い例として岩手県北上山地でかつて行われた「ヒエ→コムギ→ダイズ（2年間で1周）」があり、この輪作ではダイズを食料とするヒメコガネ成虫が大豆の葉を食べて栄養を蓄え、畑に多数の卵を産み、次にふ化した幼虫の生育期には格好の餌であるヒエが栽培されるので、大量の幼虫がヒエの根を食害するため、これが原因で北上山地ではヒエが何年かに一度激しい虫害を受け、収穫がほとんどない年もあった。